# Baldomero "Melo" Almada
Baldomero "Mel" Almada Quirós (7 de febrero de 1913 Huatabampo Sonora - 13 de agosto de 1988 Caborca Sonora) fue el primer beisbolista mexicano en participar en las Grandes Ligas. Bateaba y lanzaba con la zurda, y jugó como jardinero central, desde 1933 hasta 1939. Jugó para 4 equipos: Medias Rojas de Boston (1933-1937), Senadores de Washington (1937-1938), Cafés de San Luis (1938-1939) y los Dodgers de Brooklyn (1939). Bateaba y lanzaba de zurda. El segundo mexicano en Grandes ligas fue José Luis "Chile" Gómez.

## Biografía
Mel creció y fue educado en Los Ángeles California. Almada asistió a la escuela secundaria de Los Ángeles y fue compañero de equipo de otro futuro jugador de Grandes Ligas, Bud Bates, en ese equipo. Jugó futbol americano, béisbol y atletismo. Almada fue un buen jardinero con fuerza y precisión en sus tiros. Básicamente, un bateador de línea con una velocidad sobresaliente; fue un primer bate por su gran habilidad para ver una cantidad significativa de lanzamientos, y también pudo ejecutar con éxito respetado en una situación de toque en cualquier momento del juego.

## Ligas Menores
En 1932, jugó en la Liga de la Costa del Pacífico, con los Indios de Seattle donde jugaba con su hermano José Luis (Lou) Almada. Almada fue firmado por los Medias Rojas de Boston. 

## Ligas Mayores
Hizo su debut en las Grandes Ligas con los Medias Rojas el 8 de septiembre de 1933, bateando .344 en 14 apariciones en juegos. El 1 de octubre de esa temporada, Almada bateó el último hit que permitió Babe Ruth como lanzador. En general, le dio tres hits y dos bases por bolas a Ruth. 
En 1934, los Medias Rojas trasladaron a Almada a Kansas City, donde tuvo una temporada excelente. Ganó el premio Jugador Más Valioso (MVP) del club, con 135 juegos, promedio de bateo de .328 y 30 bases robadas. Casi al final de la temporada, Almada fue contratado de vuelta en Boston.
Almada luego se convirtió en un jugador inicialista de todos los días en 1935, apareciendo en 151 juegos y terminando con un promedio de .290 y 20 bases robadas.
En la mitad de la temporada de 1937, Almada fue canjeado por Boston junto con los hermanos Rick y Wes Ferrell a los Senadores de Washington a cambio de Ben Chapman y Bobo Newsom. Al momento del trato, Almada estaba bateando solo .236, pero bateó .309 el resto del camino, terminando con un promedio de .296, 91carreras 27 años dobles. El 25 de julio, durante el primer juego de una doble cartelera contra los Cafés de San Luis, Almada anotó cinco carreras para empatar un récord de Grandes Ligas. Cuando agregó cuatro carreras en el segundo juego, estableció un récord de Grandes Ligas de 18 entradas con nueve carreras anotadas en un doble encabezado.
Después de un mal comienzo de .244 en 1938, Washington envió a Almada a los Cafés a cambio del jardinero Juego de estrellas del Oeste (All-Star Sam West). Almada bateó .342 con San Luis, terminando con .311, 101 carreras, 197 hits y 29 dobles, todos los números altos en su carrera. Esa temporada, también tuvo una muy buena racha en la que conectó al menos un hit en 54 de 56 juegos, desde el 21 de junio hasta el 19 de agosto (segundo juego), y se quedó a solo dos juegos en los que no pegó hits del récord de Joe DiMaggio . Racha de hits de 56 juegos. Pero cayó a .239 en 1939 y fue vendido a los Dodgers de Brooklyn. 
Con Brooklyn, fue utilizado como jardinero suplente y especialista en bateo emergente. Hizo su última aparición en las Grandes Ligas el 1 de octubre de 1939. En una carrera de siete temporadas, Almada produjo un promedio de bateo de .284 con 15 jonrones año 197carreras impulsadas en 646 juegos.
A los 26 años terminó su participación en las grandes Ligas, con .284 de promedio.
Almada volvió a las Ligas Menores Liga de la Costa del Pacífico por una temporada con los Solons de Sacramento en 1940.
Se fue a México y participó con el equipo Unión Laguna en Torreón.
Más tarde dirigió a los Mayos de Navojoa en la Liga Mexicana del Pacífico. En 1972, fue exaltado al Salón de la Fama del Béisbol Mexicano y Salón de la Fama del béisbol de los Estados Unidos. Se creó el premio Baldomero Almada al novato del año en la Liga Mexicana del Pacífico.

## Vida personal
Hijo de Amelia Quirós y Baldomero Almada (Exgobernador de Baja California con Álvaro Obregón y cónsul de México en los Ángeles). Fueron un hermano y seis hermanas. El hermano mayor de Mel, Lou Almada, también fue jugador de béisbol profesional. 
Se casó con Alicia Terminel en Navojoa y tuvo cuatro hijos. Mel Almada murió a los 75 años.